# Joanna Bethune

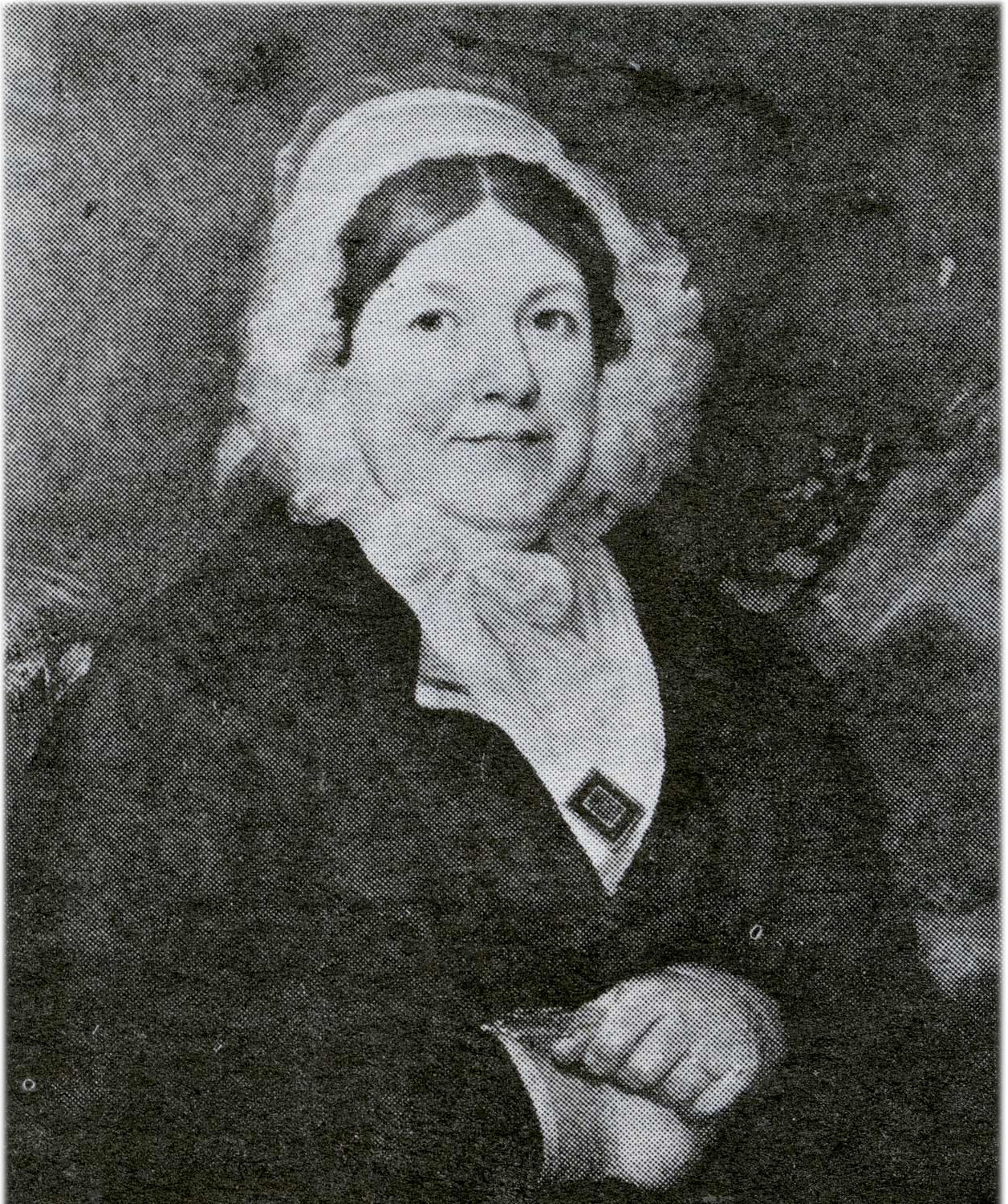
Joanna Bethune

Joanna Bethune (* 1. Februar 1770 in Fort Niagara; † 28. Juli 1860 in New York City) war eine US-amerikanische Sozialreformerin, Lehrerin und die Tochter der Philanthropin Isabella Graham. Sie gründete New Yorks erstes Waisenhaus, den ersten Sonntagsschulenverein sowie die ersten Vorschulen und gilt damit als Vorreiterin der US-amerikanischen Kindertagesbetreuung. Zeit ihres Lebens gründete und organisierte sie gemeinnützige Institutionen und schuf auf diese Weise ein gesellschaftlich akzeptables Betätigungsfeld für Frauen in der Armenversorgung.

## Leben

### Kindheit und Jugend
Bethune war die zweite Tochter der Sozialreformerin Isabella Graham und des Chirurgen John Graham, die beide aus Schottland stammten. Sie hatte eine ältere Schwester namens Jessie und zwei jüngere Geschwister, Isabella und John, sowie zwei ältere Halbbrüder aus der ersten Ehe ihres Vaters.  Graham stand in Diensten des Royal American Regiments und war zur Zeit von Bethunes Geburt in Fort Niagara stationiert. Als er 1772 während der schwelenden Konflikte aufgrund der amerikanischen Revolution versetzt wurde, begleitete seine Familie ihn nach Antigua. Ein Jahr später starb John Graham, als Bethune drei Jahre alt und ihre Mutter schwanger war. Nach der Geburt des kleinen John zog die Familie zurück nach Schottland und lebte eine Zeitlang in Armut bei Isabella Grahams Vater in der Nähe von Paisley. Während dieser Zeit lebte Bethune für elf Monate bei ihrer Tante in Glasgow.
Joanna Bethunes früheste Bildung erfolgte durch ihre Mutter, die sie „Jacky“ nannte und mit ihr die Bibel und den Katechismus las. Mit Hilfe ihrer Freunde gründete Graham in Paisley eine Vorschule für Mädchen und verdiente auf diese Weise den Lebensunterhalt für ihre Familie. 1779 zog die Familie nach Edinburgh, wo Graham ein sehr erfolgreiches Internat für junge Mädchen eröffnete. Bethune sollte später ihrem Sohn erzählen, dass sie während ihrer Zeit in Edinburgh den späteren Dichter Walter Scott kennenlernte, von ihr „Waltie“ genannt. Dieser konnte aufgrund seiner Polioerkrankung selten an den sportlichen Aktivitäten der Jungen teilnehmen und spielte stattdessen oft mit Bethune und ihren Freundinnen. Sie besuchte beide Schulen ihrer Mutter.
Im November 1783 lud Willielma Campbell, Lady Glenorchy Bethune in ihren Haushalt ein, wo das junge Mädchen bis zum folgenden Sommer blieb und in soziale Arbeit eingebunden wurde. Campbell war in der Armenfürsorge aktiv und betraute aufgrund ihrer angeschlagenen Gesundheit Bethune oft damit, an ihrer statt die Almosen zu verteilen. Das junge Mädchen zeigte sich zutiefst beeindruckt von den guten Werken ihrer Gönnerin, die mittellose Kinder unterrichten und Kirchen erbauen ließ. Campbells Großzügigkeit ermöglichte es Bethune schließlich, von 1784 bis 1786 ein französisches Mädchenpensionat in Rotterdam zu besuchen, wo sie eine höhere Bildung erhielt und fließend Französisch sprechen lernte. Sie verließ das Pensionat als ausgebildete Lehrerin.

### Zusammenarbeit mit ihrer Mutter
Im 1789, als Bethune 19 Jahre alt war, kehrte die Familie in die Vereinigten Staaten zurück. In New York gründete Isabella Graham ein weiteres Internat und Bethune unterrichtete gemeinsam mit ihren Schwestern als Lehrerin darin. Trotz ihrer Jugend war Bethune bereits sehr religiös und befand sich häufig im Konflikt zwischen ihren strengen Prinzipien und den gesellschaftlichen Vergnügungen. So wurde ihr 1793 von einem Verehrer vorgeworfen, dass sie viel zu häufig in die Kirche ging, während sie selbst sich für ihre Unzulänglichkeiten schuldig fühlte. 1795 heiratete sie den aus Schottland ausgewanderten, verarmten Kaufmann Divie Bethune, der in New York recht schnell ein florierendes Geschäft aufbaute.

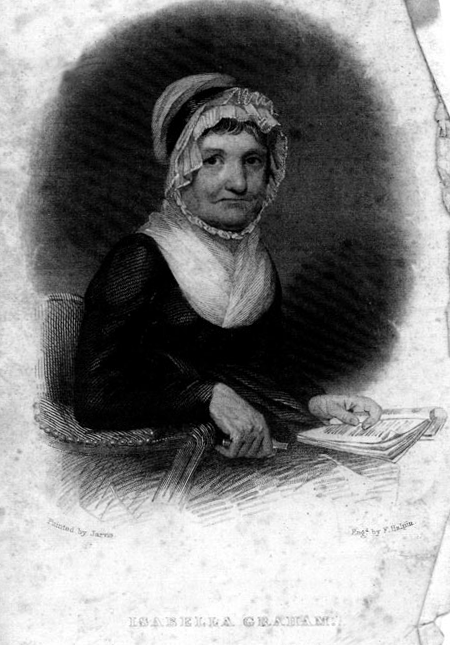
Isabella Graham, Joanna Bethunes Mutter

Durch das Vermögen ihres Mannes konnte Bethune sich gemeinsam mit ihrer Mutter nun vollends ihrer wohltätigen Arbeit widmen. Gemeinsam mit Isabella Graham, Elizabeth Ann Seton und Elizabeth Schuyler Hamilton gründete Bethune 1797 die Society for the Relief of Poor Widows with Small Children (SRPC), die sich nach einer Gelbfieberepidemie in New York um die überlebenden Witwen und Waisen kümmerte. Während einer Reise nach Schottland im Jahr 1801 kam Joanna Bethune mit der Sonntagsschulbewegung in Edinburgh in Berührung und gründete nach ihrer Rückkehr zusammen mit ihrer Mutter und ihrem Ehemann zwischen 1802 und 1803 eine der ersten Sonntagsschulen in New York, um den Kindern der bedürftigen Witwen Unterricht zu erteilen. Für Lesen und Schreiben wurden Lehrer angeheuert, während Bethune und ihre Mutter religiöse Instruktionen gaben. 
Aufgrund von hohen Einwanderungszahlen vergrößerte sich die New Yorker Bevölkerung rasant. Gerade mittellose, ungebildete Menschen und ihre Familien verelendeten schnell. Da kein organisiertes Schul- oder Sozialsystem existierte, blieben Waisenkinder oft mittellos zurück und landeten im Armenhaus oder auf der Straße. Inspiriert durch die Schriften August Hermann Franckes, gründete Joanna Bethune im Jahr 1806 die Orphan Asylum Society, mit deren Hilfe das New York Orphan Asylum, das erste Waisenhaus New Yorks, erbaut wurde. Sie sollte fast fünfzig Jahre in der Orphan Asylum Society tätig sein. Zwischen ihr, ihrem Mann und ihrer Mutter bestand in diesen Jahren eine Arbeitsteilung: Divie Bethune kümmerte sich um die Finanzierung der Projekte, Isabella Graham saß in den Vorständen und rekrutierte interessierte Frauen und Joanna Bethune lehrte und arbeitete in den von ihnen geschaffenen Institutionen.
Kurz vor dem Tod ihrer Mutter im Jahr 1814 organisierte Bethune gemeinsam mit ihr die Society for the Promotion of Industry among the Poor (deutsch: Gesellschaft zur Förderung von Gewerbe unter den Armen), aus der das House of Industry hervorging. Dort konnten mittellose Witwen sich mit Schneidern, Nähen, Spinnen oder Stricken ein Auskommen verdienen. Bethune gelang es sogar, mit der United States Navy einen Vertrag abzuschließen, dass die Mannschaft einer gesamten Fregatte mit Kleidung und Bettwäsche von Witwen aus dem House of Industry ausgestattet wurden. Auf diese Weise überbrückte Bethune für die Witwen die schwierige Zeit während und nach des Britisch-Amerikanischen Krieges.

### Mutter der Sonntags- und Vorschulbewegung
Auf ihrem Sterbebett hatte Isabella Graham ihrer Tochter ans Herz gelegt, die Witwenfürsorge anderen zu überlassen und sich stattdessen verarmten und verwaisten Kindern zu widmen. Etwa 1812 erreichten Berichte aus Schottland New York, in denen die Vorzüge und positiven Auswirkungen der Sonntagsschulen beschrieben wurden. Bethunes erste Anfragen bezüglich der Organisation von Sonntagsschulen bei den Kirchenältesten war wenig erfolgreich, woraufhin ihr Ehemann ihr gesagt haben soll: „Meine Liebe, warte nicht auf die Männer. Sammle ein paar Frauen um dich und erledigt es selbst.“ Sie gründete daher im Jahr 1816 die Female Sabbath School Union of New York, die in der ganzen Stadt Sonntagsschulen errichtete. Obwohl es zuvor bereits private Sonntagsschulen in New York gegeben hatte, betrieben von z. B. Bethune, Isabella Graham und Catherine Ferguson, wurde zum ersten Mal ein System entwickelt, Gelder aufgetrieben und Räumlichkeiten organisiert. Insgesamt wurden in ihnen geschätzt 8.000 mittellose Kinder unterrichtet.
Trotz der Sonntagsschulen gab es in New York nach wie vor kein etabliertes, öffentliches Schulsystem. Durch ihr starkes Interesse an kindlicher Bildung stieß Joanna Bethune auf die Bücher Johann Heinrich Pestalozzis und Samuel Wilderspins und ließ sie sich aus England und der Schweiz schicken, um das Vorschulsystem zu studieren. Bethune gründete die Infant School Society und eröffnete im Juli 1827 die erste kostenlose Vorschule in New York. Innerhalb von kurzer Zeit entstanden unter ihrer Organisation neun weitere Vorschulen. Bethune ließ es sich nicht nehmen, persönlich zu unterrichten, selbst im berüchtigten Viertel Five Points. Ihre Erfahrungen schrieb sie nieder und galt somit rasch als Koryphäe auf dem Gebiet der Vorschulbildung. Junge Frauen, die selbst Lehrerinnen werden wollten, reisten nach New York, um Bethune und ihre Schulen zu sehen und verbreiteten das Vorschulsystem in ihren eigenen Gemeinden. Sie arbeitete in den Vorschulen, bis diese in den späten 1830ern schließlich in das freie Schulsystem absorbiert wurden.

### Die letzten Jahre
Zeit ihres Lebens hatte Joanna Bethune mit gesundheitlichen Schwierigkeiten zu kämpfen. In ihrer Jugend erlitt sie einen langen Fieberschub, den sie selbst überreizten Nerven zuschrieb und von dem sie sich nur über Jahre hinweg langsam erholte. Im Jahr 1850 stürzte sie so schwer, dass sie ihre familiären und ihre wohltätigen Pflichten lange Zeit nicht wahrnehmen konnte. Dennoch erlaubte ihr Pflichtgefühl ihr lange Zeit nicht, sich zur Ruhe zu setzen.
Im Jahr 1858 wurde sie schließlich so gebrechlich, dass sie von ihren Ämtern zurücktrat und bei ihrem Sohn George einzog. Möglicherweise litt sie in ihren letzten Jahren an einer Form von Demenz. Ihr Sohn schrieb: „Denn einige Jahre, bevor sie in den Himmel einging, beugte sich ihr langjähriges, überarbeitetes Gedächtnis der Schwäche des hohen Alters und sie war nicht in der Lage, Fragen über Fakten, Begebenheiten und Menschen aus den wichtigsten Abschnitten ihres Lebens zu beantworten.“ Sie starb am 28. Juli 1860 in seiner Anwesenheit.

## Ehe und Nachkommen

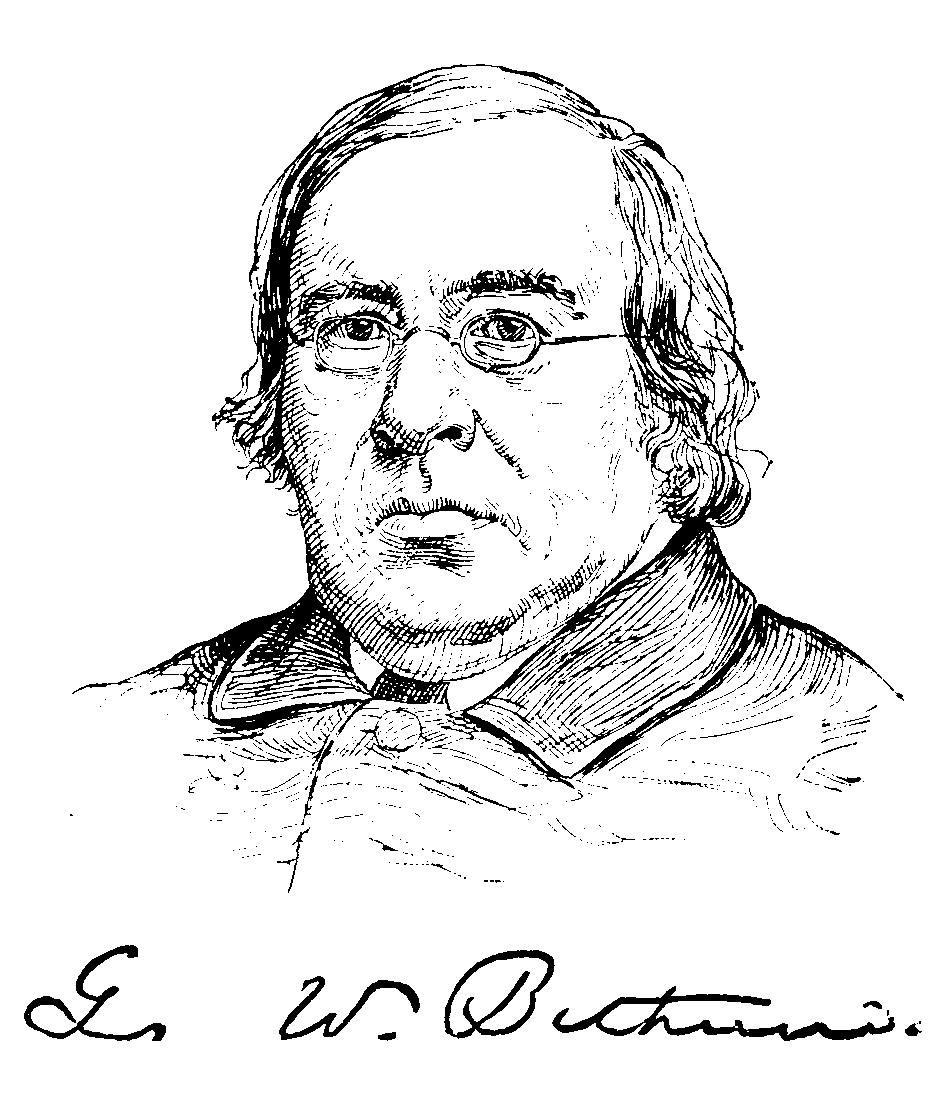
George Washington Bethune

Joanna heiratete Divie Bethune im Jahr 1795 nach ihrem schweren Fieberschub. Es handelte sich offenkundig um eine Liebesheirat, da Divie Bethune bereits vor der Eheschließung Joanna oft besuchte und während ihrer schweren Krise an ihr Krankenbett eilte. Sie nannte ihn ihren „Gehilfen in einer langen Zeit der Dunkelheit und Zweifel“. Beide waren zutiefst religiös und arbeiteten für ihre wohltätigen Projekte eng zusammen. 
Das Paar hatte sechs Kinder, von denen drei ins Erwachsenenalter überlebten:
- Jessie Bethune ⚭ Robert McCartee; Sohn Divie Bethune McCartee, Missionsarzt und Diplomat in China
- Isabella Graham Bethune ⚭ George Duffield
- George Washington Bethune (* 18. März 1805; † 28. April 1862) ⚭ Mary Williams

Divie Bethune starb am 18. September 1824 nach 29 Jahren Ehe. Seine Witwe, die seinen Tod zutiefst betrauerte, blieb daraufhin bis an ihr Lebensende unverheiratet.

## Veröffentlichungen
Joanna Bethune veröffentlichte im Laufe ihres Lebens mehrere Bücher. Einige davon beinhalteten die Schriften ihrer Mutter. Der Erlös aus diesen Schriften kam der Orphan Asylum Society zugute.
- 1816: The Power of Faith: Exemplified in the Life and Writings of the Late Mrs. Isabella Graham, of New-York
- 1838: The Unpublished Letters and Correspondence of Mrs. Isabella Graham, from the Year 1767 to 1814, Exhibiting Her Religious Character in the Different Relations of Life
- 1839: The Life of Mrs Isabella Graham

Während ihrer Tätigkeit in den Vorschulen schrieb Bethune zudem mehrere Lehrbücher.
- 1827: Infant Education; or Remarks on the Importance of Educating the Infant Poor
- 1830: The Infant School Grammar[10]

## Würdigungen
Etwa ein Jahr nach Joanna Bethunes Tod begann ihr Sohn George an ihrer Biografie zu arbeiten, in der er ihre Werke und ihre Anstrengungen beschrieb. Sie erschien 1863 unter dem Titel Memoirs of Mrs Joanna Bethune.
In Erinnerung an Bethunes Wirken wurde im West Village von Manhattan die Bethune Street nach ihr benannt. An der Ecke zur Pearl Street erinnert eine Gedenktafel an sie.